# Россь (аэродром)
Россь (бел. Рось) — недействующий военный аэродром, расположенный северо-западнее одноимённого городского посёлка Россь Волковысского района Гродненской области в Белоруссии.

## История
Аэродром Россь (аэродром № 360) расположен вблизи одноимённого городского посёлка Россь в 78,6 км на юго-восток от города Гродно.
До войны на аэродроме базировался 13-й легко-бомбардировочный авиационный полк 9-й смешанной авиационной дивизии на самолётах СБ, Ар-2 и Пе-2.
С марта 1941 года на аэродроме начали строить ВПП с твердым покрытием и полк был переброшен в лагерь на полевой аэродром близ села Борисовщина.
Во время войны использовался Люфтваффе, а после освобождения Белоруссии в период с 9 сентября по 11 ноября 1944 года на аэродроме базировался 263-й истребительный авиационный полк на самолётах Ла-5.
После войны в период с июля 1945 года по март 1947 года на аэродроме базировался 863-й истребительный авиационный ордена Александра Невского полк на самолётах Ла-5 из состава 129-й истребительной авиационной Кенигсбергской ордена Кутузова дивизии. 5 марта 1947 года полк был расформирован.
В период с июня 1946 года по февраль 1952 года на аэродроме базировался 9-й гвардейский истребительный авиационный Одесский Краснознаменный ордена Суворова полк, входивший в состав 129-й истребительной авиационной Кенигсбергской ордена Кутузова дивизии на самолётах Ла-7. В феврале 1952 года полк перебазировался на аэродром Дадоново в Ярсолавской области.
14 октября 1951 года с аэродрома Нойруппин перебазировался 968-й истребительный авиационный Севастопольский Краснознамённый ордена Суворова полк на самолётах МиГ-15. В 1953 году перевооружен на самолёты МиГ-17 . В 1959 году полк приступил к освоению истребителей МиГ-19ПМ, а в 1965 году перевооружен самолётами МиГ-21. Самолёты МиГ-23 полк освоил в 1972 году. В ноябре 1983 года полк одним из первых в ВВС начал осваивать самолёты МиГ-29. В июле 1988 года вошел в состав 1-й гвардейской авиационной дивизии истребителей-бомбардировщиков 26-й воздушной армии, а в период с 12 по 17 июля 1989 года полк передислоцирован на аэродром Альтенбург в Западную группу войск, где вошел в состав 6-й гвардейской иад 16-й воздушной армии.
С июня 1954 года после войны в Корее на аэродром перебазировался 940-й истребительный авиационный полк и вошел в состав 95-й истребительной авиационной дивизии 26-й воздушной армии. В 1955 году полк переучился на МиГ-17. В 1960 году перебазировался на аэродром Поставы.
На аэродром 11 мая 1993 года из состава 16-й воздушной армии Западной группы войск был выведен 787-й истребительный авиационный полк, где был расформирован.
На смену 968-му истребительному авиационному полку 21 июля 1989 года на аэродром перебазировался 116-й гвардейский бомбардировочный авиационный Радомский Краснознамённый полк на самолётах Су-24. В июле 1992 года полк передан Вооруженным силам Белоруссии. 1 октября 1993 года полк преобразован в 116-ю гвардейскую авиационную базу ВВС РБ, в состав которой вошли:
- 116-й гвардейский бомбардировочный авиационный Радомский Краснознамённый полк;
- 787-й истребительный авиационный полк;
- отдельный батальон автоматизированного управления (войсковая часть 43087);
- авиационно-техническая база (войсковая часть 62257).

В июле 1994 года в результате реформирования из состава базы исключены истребительные авиаэскадрильи и переданы на аэродром Барановичи и Береза. В состав авиабазы включена разведывательная эскадрилья на самолётах Су-24МР, перебазированная с аэродрома Щучин, из состава 10-го отдельного разведывательного авиационного Кенигсбергского Краснознаменного ордена Суворова полка. 17 июля 1996 года база переименована в 116-ю гвардейскую разведывательно-бомбардировочную авиационную базу ВВС РБ, а 1 марта 2010 года база преобразована в 116-ю гвардейскую штурмовую авиационную базу ВВС РБ после слияния с 206-й штурмовой авиационной базой ВВС РБ. В ноябре 2013 года перебазировалась на аэродром Лида. Продолжает существовать в настоящее время.
Сооружения аэродрома переданы в муниципальную собственность.

## Современная состояние
В настоящее время аэродром заброшен.

## Происшествия
- 16 января 1976 года авария самолёта МиГ-23УБ из состава 968-го иап (аэродром Россь). Разрушение в воздухе левой ПЧК. Лётчики майор Фёдоров Ю. Н. и майор Кочегаров В. М. успешно катапультировались.
- 7 февраля 1989 года авария самолёта МиГ-29 из состава 968-го иап (аэродром Россь). Летчик — командир полка, на высоте 2000 м произошли неуправляемые нарастающие поперечные броски в полете. Летчик катапультировался. Причины — обрыв одного киля вследствие некачественного ремонта трещины в основании киля. Вина ИТС.